# Neuendorf 12 (Quedlinburg)

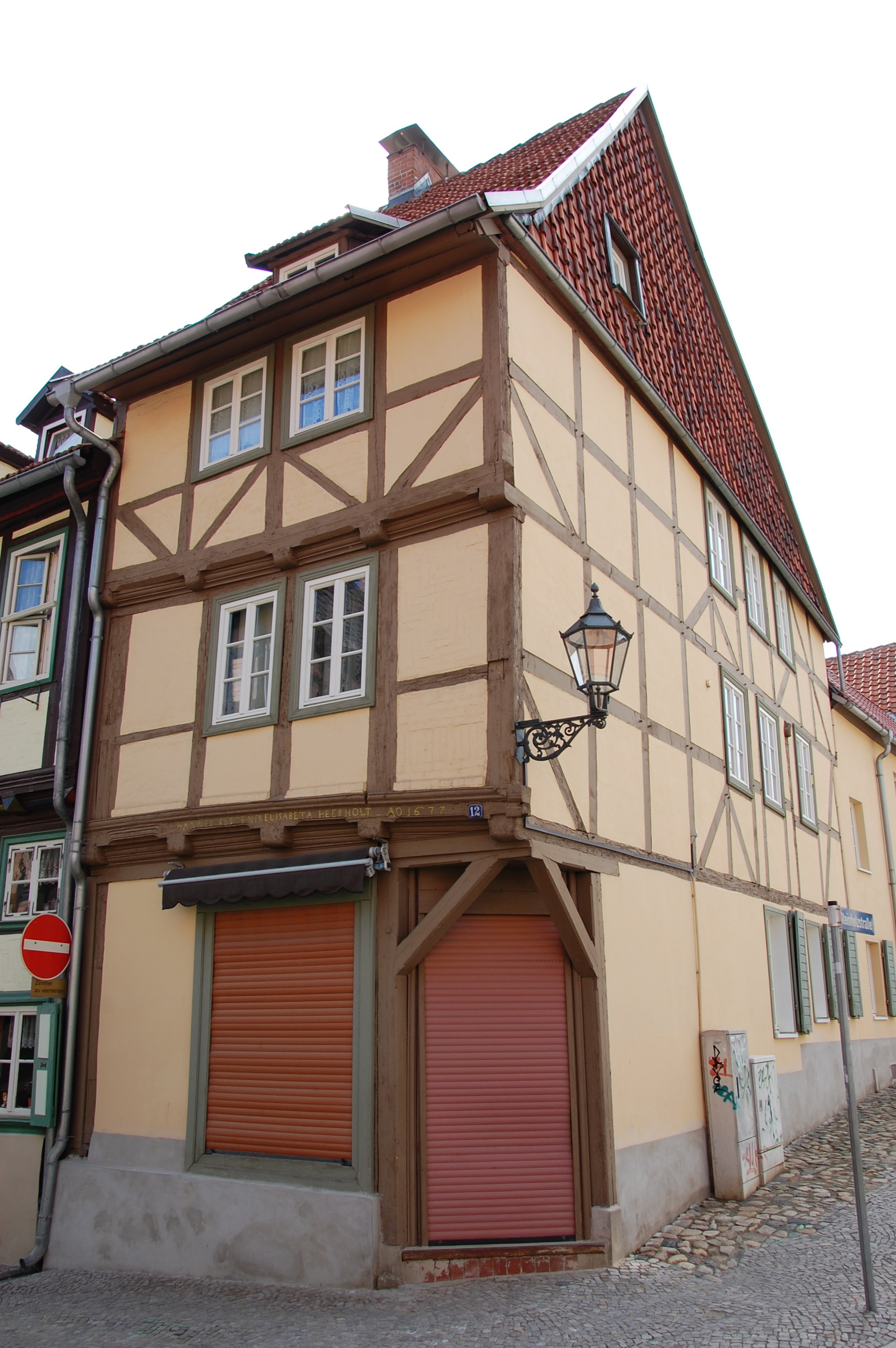
Haus Neuendorf 12, Aufnahme 2013

Das Haus Neuendorf 12 ist ein denkmalgeschütztes Gebäude in der Stadt Quedlinburg in Sachsen-Anhalt. 

## Lage
Es befindet sich nordwestlich des Marktplatzes der Stadt auf der Westseite der Straße Neuendorf an der Einmündung der Steinholzstraße auf die Straße Neuendorf und gehört zum UNESCO-Weltkulturerbe. Im örtlichen Denkmalverzeichnis ist das Wohnhaus unter der Erfassungsnummer 094 45674 als Baudenkmal verzeichnet. Südlich grenzt das gleichfalls denkmalgeschützte Haus Neuendorf 11 an.

## Architektur und Geschichte
Erster urkundlich überlieferter Eigentümer des Grundstücks war 1620, vor Errichtung des heutigen Gebäudes, Merten Sartor. Das heutige dreigeschossige barocke Fachwerkhaus entstand nach einer an der Stockschwelle befindlichen Inschrift (HANNES + KESTENER ELISABETA + HEERHOLTZ + AO + 1677 +) im Jahr 1677, vermutlich durch Zimmermeister Andreas Rühle. Bauherren waren Hans Kestner und Elisabeth Herold. Die schmalere, nur fünf Gebinde breite Ostseite des Hauses, ist der Straße Neuendorf zugewandt. Zur Steinholzstraße weist der Nordgiebel. Ursprünglich grenzte an dieser Seite weitere Bebauung an. Nach einem durchgeführten Straßendurchbruch steht dieser Giebel jedoch frei.
1693 war der Musikant Matthias Riemann Eigentümer des Hauses, zumindest ab 1722 bestand die Schusterei Christoph Andreas Schumann. Nach mehreren weiteren Eigentümern, darunter ein Soldat, ein Invalide sowie Gärtner, wurde es ab 1913 durch den Fleischer Schadenberg genutzt. Später betrieb Friedrich Karl Schadenberg die Fleischerei.